# Tianjin Airlines
Tianjin Airlines (en chino tradicional, 天津航空; pinyin, Tiānjīn Hángkōng —anteriormente Grand China Express Air) es una aerolínea regional con sede en Tianjin, China. Opera vuelos de cabotaje de pasajeros y de carga desde su base en el Aeropuerto Internacional de Tianjín-Binhai.

## Historia
La aerolínea fue fundada en 2004 en un esfuerzo para fusionar los principales activos de la aviación de Hainan Airlines, China Xinhua Airlines, Chang'an Airlines y Shanxi Airlines, y recibió su licencia de explotación de la Administración de Aviación Civil de China en 2007. Los vuelos programados fueron iniciados bajo la marca Grand China Express Air, utilizando jets Dornier 328-300 de 29-32 asientos. En ese momento la compañía era la mayor aerolínea regional de China, operando en 78 rutas y conectando 54 ciudades. El 10 de junio de 2009 la empresa cambió su nombre a Tianjin Airlines. Hasta agosto de 2011 eran servidos 63 destinos (excluyendo los operados en nombre de Hainan Airlines), aunque para el 2012 la aerolínea tenía la intención de volar en más de 450 rutas y unir al menos 90 ciudades, teniendo más del 90% del mercado de la aviación regional doméstica.

## Flota

### Flota Actual
A octubre de 2023 la flota de Tianjin Airlines consistía en las siguientes aeronaves con una edad media de 9,4 años:

## Incidentes y accidentes
- El 29 de junio de 2012 hubo un intento de secuestro en el vuelo 7554, que era operado por un Embraer ERJ-190, por seis hombres uigures. Los pasajeros y la tripulación redujeron a los secuestradores. El avión regresó a Hotan a las 12:45 p. m., donde fueron tratados 11 pasajeros, la tripulación y dos secuestradores por lesiones. Dos secuestradores murieron a causa de las lesiones de la lucha en el avión. El incidente marcó el primer intento de secuestro grave en China desde 1990.[8]